# Монтекио (Сијена)
Монтекио је насеље у Италији у округу Сијена, региону Тоскана.
Према процени из 2011. у насељу је живело 37 становника. Насеље се налази на надморској висини од 251 м.